# Nicolas Dahl
Pour les articles homonymes, voir Dahl.
Nicolas Dahl (en russe : Николай Владимирович Даль), né le 17 juillet 1860 à Kherson et mort en 1939 à Beyrouth, est un médecin neurologue et un psychothérapeute russe.

## Biographie
Issu d'une famille de lointaine ascendance danoise, il reçut sa formation médicale à l'université de Moscou où il obtint son diplôme en 1887. Il se rendit ensuite en France, en tant que médecin stagiaire auprès des sommités de l'époque de la psychothérapie par l'hypnose, Charcot (1825-1893) à Paris et Liébeault (1823-1904) à Nancy.
Il ouvrit ensuite un cabinet à Moscou et, violoncelliste doué, se fit une clientèle auprès des artistes et des musiciens de l'époque. Son patient le plus fameux fut Rachmaninoff qu'il soigna d'une dépression nerveuse, après la création de la première symphonie (1897) et l'interdiction de l'Église orthodoxe de son mariage avec sa cousine germaine (qu'il épousera tout de même plus tard). Il fut soigné avec succès et put composer son Concerto pour piano et orchestre no 2 (1901-1902).
Le docteur Dahl eut parmi ses patients d'autres personnalités du monde artistique telles que Chaliapine, Scriabine, et Stanislavsky. 
Il parvint à quitter l'URSS en 1925 et finit sa vie en 1939 à Beyrouth.